# ポーリン・ハンソン

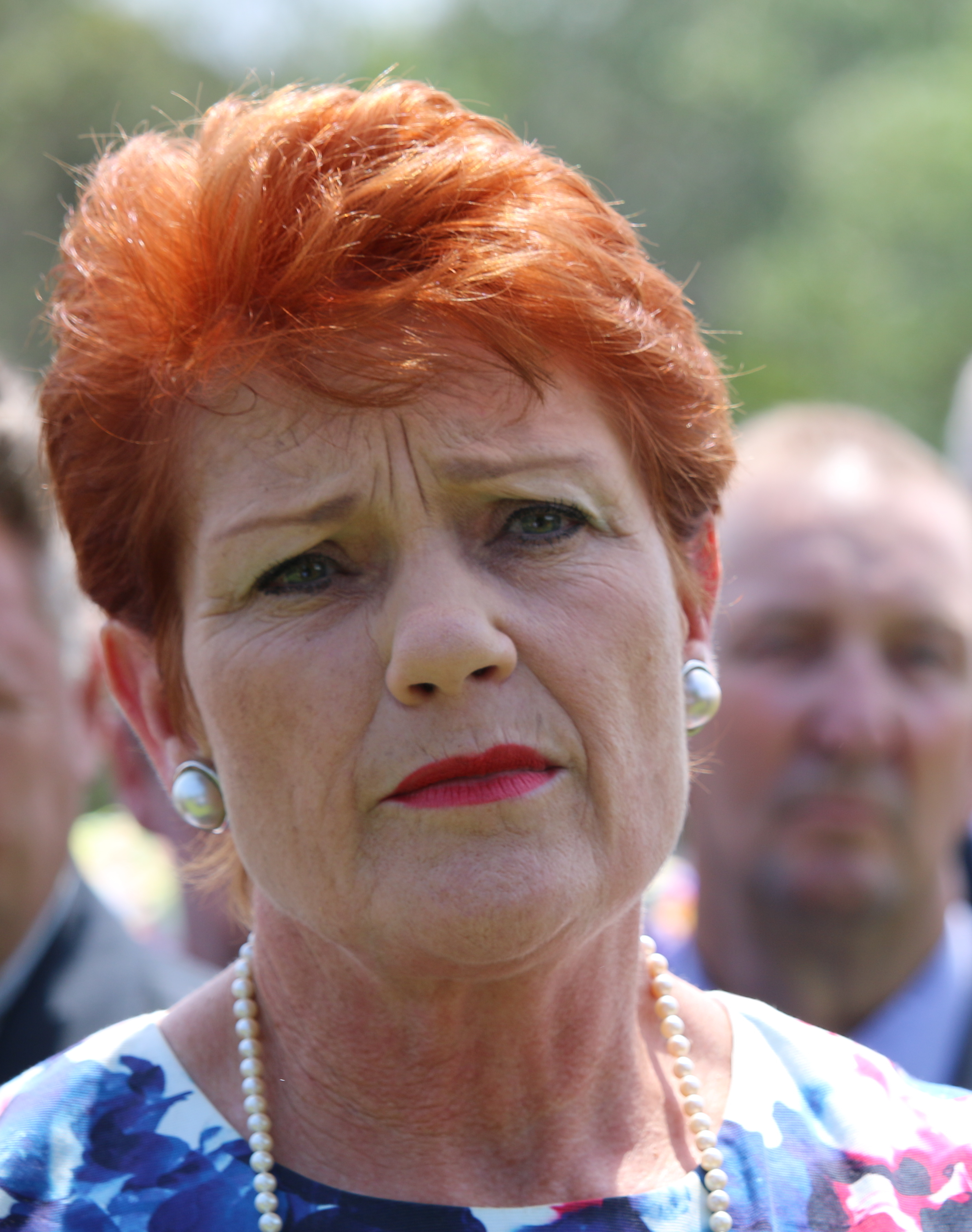
2017年撮影

ポーリン・ハンソン（英語: Pauline Hanson、1954年5月27日 - ）は、オーストラリアの政治家。極右政党ワン・ネイションの創設者で、党首を務める。

## 経歴
1954年、ブリスベンに生まれる。1994年に、クイーンズランド州イプスウィッチの市議会議員に選出された。1996年連邦下院選挙に同州オックスレイ選挙区から自由党の公認を得て出馬し当選したが、ハンソンの白豪主義的な発言を問題視され公認を取り消された。
下院においてハンソンは多文化主義に公然と反対し、アジアからの移民は独自の文化や宗教を持っているのでオーストラリアには適応出来ないという趣旨の演説を行い、物議を醸した。1997年4月、ワン・ネイションを立党して党首に就任。ワン・ネイションは翌1998年のクイーンズランド州議会選挙で22％の票を集めて州議会第3党に躍進し注目を集めた。その後、2001年連邦上院選挙にクイーンズランド州選挙区から立候補したが落選した。2002年、ワン・ネイションを離党する。2003年、ハンソンは選挙運動に関する詐欺容疑で逮捕され、刑務所に一時収監された。2007年、ポーリンの統一オーストラリア党を新たに立ち上げ、反イスラムの立場に立った政治活動を展開した。2013年、ワン・ネイションに復党し党首に就任。2016年連邦上院選挙にクイーンズランド州選挙区から出馬して当選し、国政に復帰した。
また、ハンソンは立憲君主制の支持者とされており、オーストラリア緑の党副党首で共和派のメーリーン・ファルキのエリザベス2世死去における発言を批判している。
近年では元首相のトニー・アボット、ロシアのウラジミール・プーチンを支持している。